# Reith im Alpbachtal
Reith im Alpbachtal ist eine Gemeinde mit 2845 Einwohnern (Stand 1. Jänner 2024) im Bezirk Kufstein im Bundesland Tirol (Österreich). Die Gemeinde liegt im Gerichtsbezirk Rattenberg.

## Geografische Lage
Der Ort liegt am Eingang zum Alpbachtal, das bei Brixlegg vom Unterinntal abzweigt. Das Gemeindegebiet erstreckt sich vom Inntalboden bis zur Grenze mit der Gemeinde Alpbach und auf den Kerschbaumer Sattel (Übergang zum Zillertal) hinauf.
Das Ortszentrum mit dem Badesee Reither See liegt auf einer breiten Hochterrasse am Taleingang. Reither See und Egelsee sind charakteristische trichterförmige Eintiefungen in das Plateau, die wahrscheinlich durch die eiszeitliche Auslaugung von Gipslinsen entstanden sind.
Durch die verstreuten Einhöfe im weit ausgedehnten Gemeindegebiet verfügt die Gemeinde über eines der größten Güterwegenetze Tirols. Hierdurch wird das Gemeindebudget stark belastet.

### Gemeindegliederung
Das Gemeindegebiet umfasst folgende drei Ortschaften (in Klammern Einwohnerzahl Stand 1. Jänner 2024):
- Hygna (385)
- Reith im Alpbachtal (2268)
- Scheffach (192)

Die Gemeinde besteht aus den Katastralgemeinden Hygna, Reith und Scheffach.

### Nachbargemeinden
| Münster             | Kramsach                                    | Brixlegg |
| Strass im Zillertal | Kompassrose, die auf Nachbargemeinden zeigt | Alpbach  |
| Bruck am Ziller     | Hart im Zillertal                           |          |

## Geschichte
Reith ist eine sehr alte Siedlung, bereits zur Zeit der römischen Besatzung befand sich ein Landgut auf der Terrasse. Um 960 wird der Ort erstmals urkundlich als „Rîute“ erwähnt. Schon damals dürfte eine Pfarrkirche bestanden haben. Die Pfarre umfasste das Gebiet von Reith, Rattenberg, Kundl, Alpbach, Brixlegg, Bruck am Ziller, Oberau, Auffach bis Thierbach.
Auf dem 70 Meter hohen Fels über dem Inn baute der Erzbischof Konrad I von Salzburg in der ersten Hälfte des 12. Jahrhunderts die Burg Kropfsberg. Sie war Gerichts- und Verwaltungssitz und Grenzschutz gegen das Herzogtum Bayern und die Grafschaft Tirol. Die kleine Befestigungsanlage baute Eberhard von Regensberg in der ersten Hälfte des 13. Jahrhunderts zu einer großen Burganlage aus. Zu Beginn des 16. Jahrhunderts entstand die 900 Meter lange, mit Schießfenstern- und –scharten versehene Ringmauer, die Kropfsberg zu einer der größten Burgen Tirols machte. Als 1592 der Pfleger nach Zell am Ziller übersiedelte, begann der Verfall, schon 1673 stürzten die ersten Gebäude ein. Um 1905 wurden Steine der Ringmauer für die Regulierung des Inn verwendet. Die Ruine befindet sich heute in Privatbesitz.
Im 15. bis 19. Jahrhundert wurde im Gebiet des Reither Kogels (1336 m) bei St. Gertraudi Silberbergbau und Kupferbergbau betrieben. Der Abbau war lange Zeit das nach Schwaz größte Silber- und Kupferbergwerk in Tirol. Der Bergbau ist eingestellt, es gibt noch große Vorräte an Baryt, deren Abbau sich aber aufgrund globaler Konkurrenz derzeit nicht lohnt.
Von 1952 bis 1975 hieß die Gemeinde Reith bei Brixlegg, änderte ihren Namen aber – vor allem aus touristischen Gründen – in Reith im Alpbachtal. Neben der Landwirtschaft spielt heute vor allem der Tourismus eine Rolle, wobei sich die Nächtigungen etwa gleichermaßen auf die Winter- und Sommersaison verteilen.
1979 wurde Reith im Alpbachtal von der Entente Florale Europe zum „Schönsten Blumendorf Europas“ gekürt. Diese Auszeichnung war begründet auf den herrlichen Balkonblumenschmuck, der noch immer einer der schönsten im Tiroler Unterland ist, sowie auf die gepflegten Blumeninseln im Ortsgebiet und das schöne Ortsbild im Gesamten.
Seit 2012 gibt es den „Hildegard-von-Bingen-Garten“, der vom örtlichen Hildegard-von-Bingen-Verein gehegt und gepflegt wird, einen sehenswerten Kräutergarten, der jederzeit besichtigt werden kann. Für Gruppen gibt es nach Absprache auch Führungen.

### Bevölkerungsentwicklung
| Reith im Alpbachtal: Einwohnerzahlen von 1869 bis 2024 | Reith im Alpbachtal: Einwohnerzahlen von 1869 bis 2024 | Reith im Alpbachtal: Einwohnerzahlen von 1869 bis 2024 | Reith im Alpbachtal: Einwohnerzahlen von 1869 bis 2024 | Reith im Alpbachtal: Einwohnerzahlen von 1869 bis 2024 |
| ------------------------------------------------------ | ------------------------------------------------------ | ------------------------------------------------------ | ------------------------------------------------------ | ------------------------------------------------------ |
| Jahr                                                   |                                                        |                                                        |                                                        | Einwohner                                              |
| 1869                                                   | 1869                                                   |                                                        | 1.080                                                  | 1.080                                                  |
| 1880                                                   | 1880                                                   |                                                        | 1.135                                                  | 1.135                                                  |
| 1890                                                   | 1890                                                   |                                                        | 1.109                                                  | 1.109                                                  |
| 1900                                                   | 1900                                                   |                                                        | 1.064                                                  | 1.064                                                  |
| 1910                                                   | 1910                                                   |                                                        | 1.068                                                  | 1.068                                                  |
| 1923                                                   | 1923                                                   |                                                        | 1.190                                                  | 1.190                                                  |
| 1934                                                   | 1934                                                   |                                                        | 1.361                                                  | 1.361                                                  |
| 1939                                                   | 1939                                                   |                                                        | 1.403                                                  | 1.403                                                  |
| 1951                                                   | 1951                                                   |                                                        | 1.592                                                  | 1.592                                                  |
| 1961                                                   | 1961                                                   |                                                        | 1.635                                                  | 1.635                                                  |
| 1971                                                   | 1971                                                   |                                                        | 1.897                                                  | 1.897                                                  |
| 1981                                                   | 1981                                                   |                                                        | 2.174                                                  | 2.174                                                  |
| 1991                                                   | 1991                                                   |                                                        | 2.510                                                  | 2.510                                                  |
| 2001                                                   | 2001                                                   |                                                        | 2.635                                                  | 2.635                                                  |
| 2011                                                   | 2011                                                   |                                                        | 2.668                                                  | 2.668                                                  |
| 2021                                                   | 2021                                                   |                                                        | 2.783                                                  | 2.783                                                  |
| 2024                                                   | 2024                                                   |                                                        | 2.845                                                  | 2.845                                                  |
| Quelle(n): Statistik Austria, Gebietsstand 1.1.2021    |                                                        |                                                        |                                                        |                                                        |

## Kultur und Sehenswürdigkeiten
- Burgruine Kropfsberg
- Schloss Matzen[6]

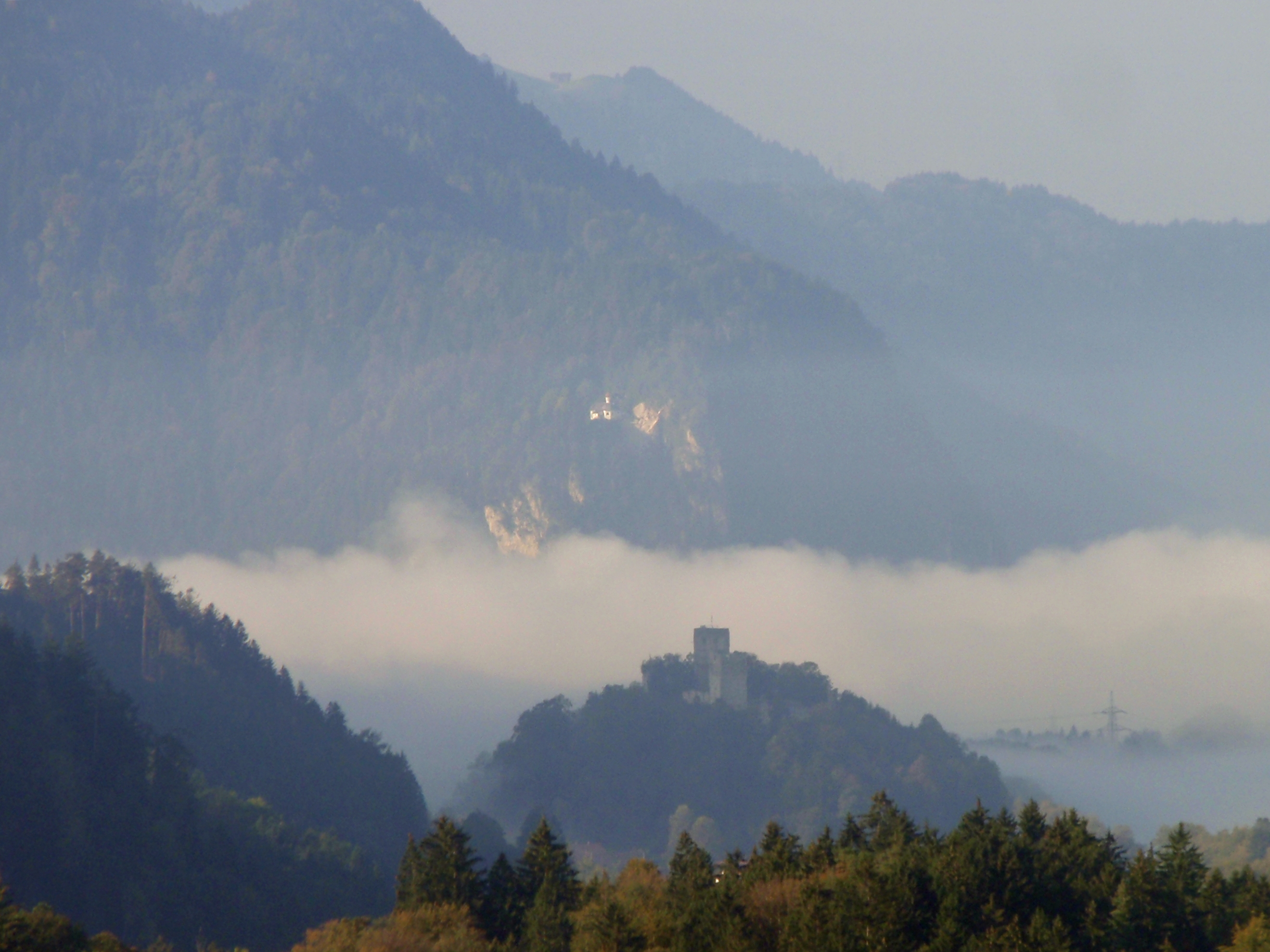
Burg Kropfsberg

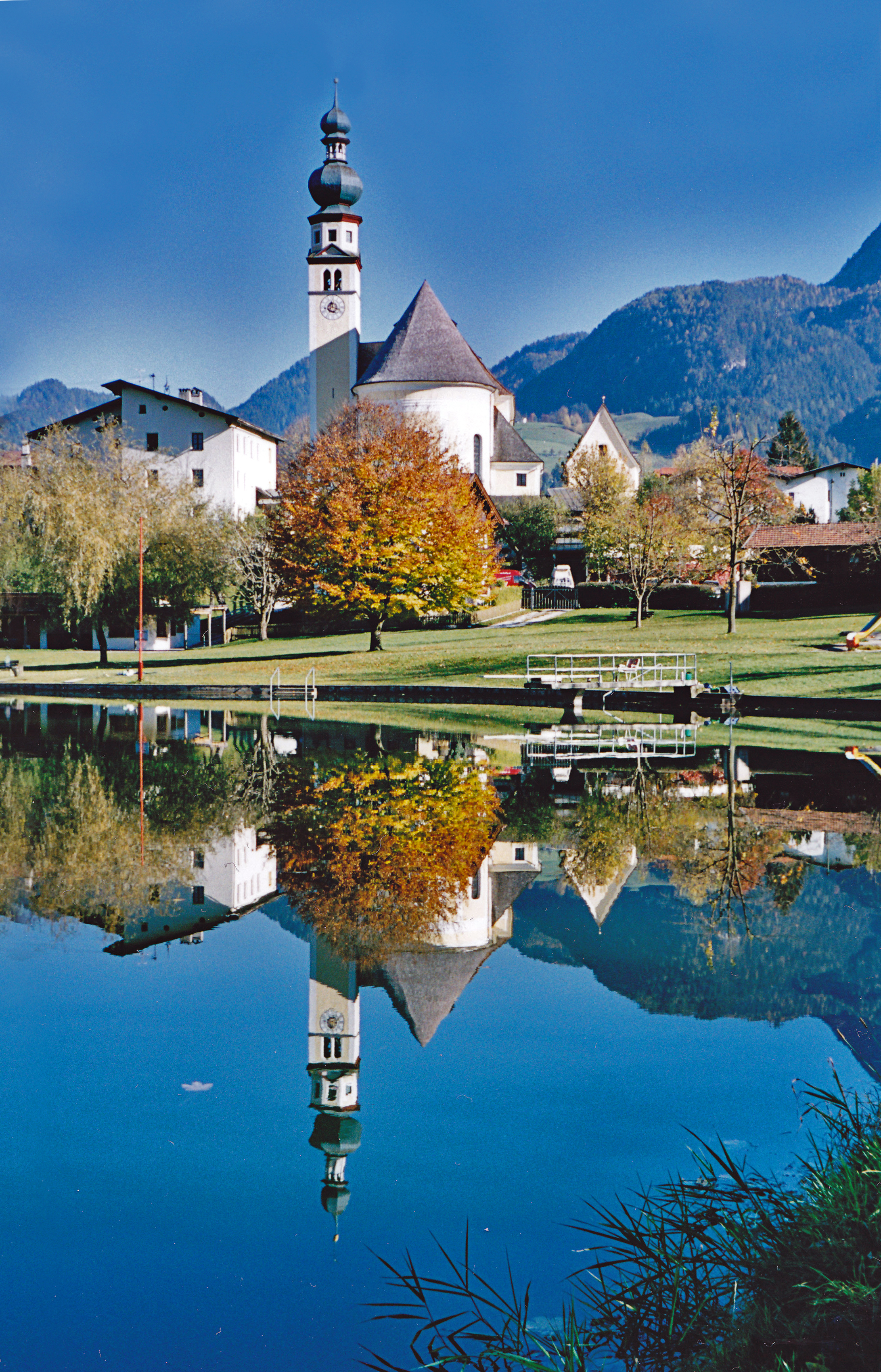
Pfarrkirche Reith im Alpbachtal und der Reither See

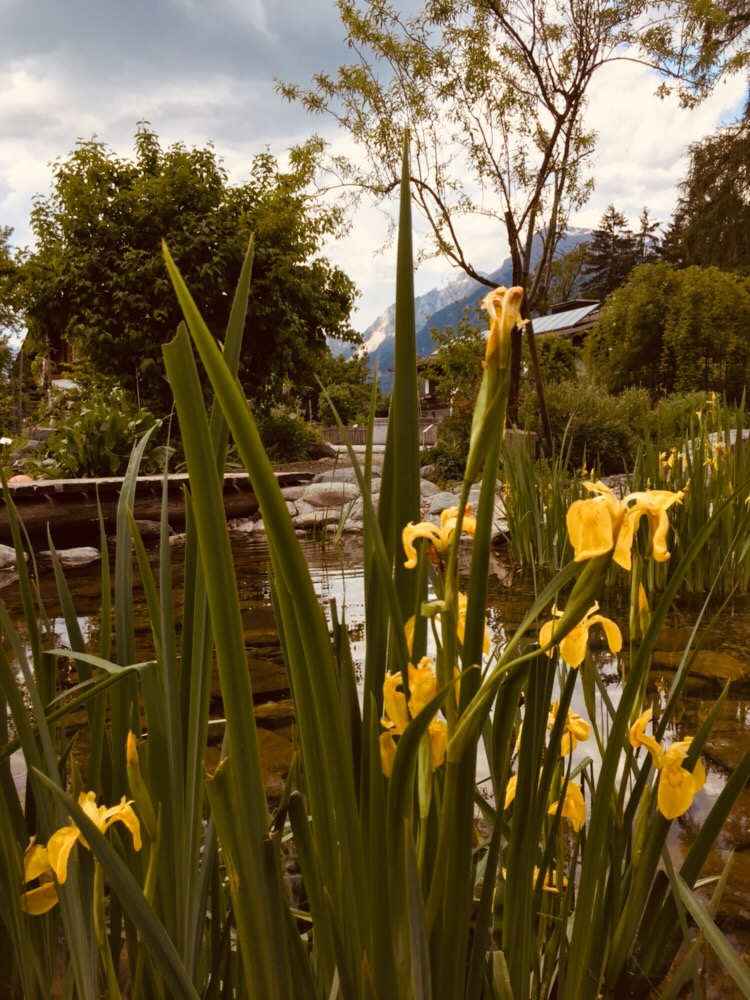
Schwertlilien im Hildegard-von-Bingen-Garten

- Katholische Pfarrkirche Reith im Alpbachtal hl. Petrus mit Friedhofskapelle Hll. Michael und Margaretha
- Widum nordwestlich der Pfarrkirche
- Filialkirche Hl. Gertraud in St. Gertraudi
- Kapelle in Hygna
- Matzenpark
- viele hofeigene kleinere Kapellen, verstreut in der ganzen Gemeinde

## Wirtschaft und Infrastruktur

### Wirtschaftssektoren
Von den 121 landwirtschaftlichen Betrieben des Jahres 2010 wurden 67 im Haupt-, 40 im Nebenerwerb, 5 von Personengemeinschaften und 9 von juristischen Personen geführt. Diese neun bewirtschafteten 37 Prozent der Flächen. Im Produktionssektor arbeiteten 105 Erwerbstätige im Bereich Herstellung von Waren, 54 in der Bauwirtschaft und 4 im Bergbau. Die wichtigsten Arbeitgeber des Dienstleistungssektors waren die Bereiche Handel (108), Beherbergung und Gastronomie (108), freiberufliche Dienstleistungen (102) und soziale und öffentliche Dienste (101 Mitarbeiter).
| Wirtschaftssektor            | Anzahl Betriebe | Anzahl Betriebe | Erwerbstätige | Erwerbstätige |
| Wirtschaftssektor            | 2011            | 2001            | 2011          | 2001          |
| ---------------------------- | --------------- | --------------- | ------------- | ------------- |
| Land- und Forstwirtschaft 1) | 121             | 133             | 113           | 112           |
| Produktion                   | 29              | 23              | 163           | 121           |
| Dienstleistung               | 149             | 121             | 471           | 475           |

1) Betriebe mit Fläche in den Jahren 2010 und 1999

### Verkehr
Reith ist durch die Alpbacher Straße (L 5), die östlich am Ortskern vorbeiführt, mit Brixlegg und Alpbach verbunden.

### Fremdenverkehr
Von Reith aus führt die Reitherkogelbahn, eine 8er-Einseilumlaufbahn, auf den Reither Kogel. Sie erschließt im Winter ein kleines Skigebiet und im Sommer ein Wandergebiet. Die Anzahl der Übernachtungen ging von 182.000 im Jahr 2010 auf 164.000 im Jahr 2019 zurück.

## Politik

### Gemeinderat
Der Gemeinderat besteht aus 15 Mandataren.
| Partei                                                       | 2022  | 2022    | 2016  | 2016    | 2010  | 2010    |
| Partei                                                       | %     | Mandate | %     | Mandate | %     | Mandate |
| ------------------------------------------------------------ | ----- | ------- | ----- | ------- | ----- | ------- |
| Wirtschaft und Tourismus Reith (WITOUR)                      | 39,08 | 6       | 29,07 | 5       | 23,13 |         |
| Miteinander für Reith (MATANOND)                             | 34,31 | 5       | 25,07 | 4       |       |         |
| Wir für ein starkes Reith Team Thomas Gschösser 1) (WIRFUER) | 26,61 | 4       | 40,49 | 6       | 44,08 |         |
| Aktiv für Reith SPÖ - und Parteifreie                        |       |         | 5,38  | 0       | 8,76  |         |
| Bürgerliste Reith                                            |       |         |       |         | 18,89 |         |
| Gemeinsam für Reith, FPÖ Ortsgruppe Reith                    |       |         |       |         | 5,13  |         |

1) Die Liste trat 2016 unter dem Namen „Für ein starkes Reith Bürgermeisterliste Johann Thaler“ an.

### Bürgermeister
- 1992–2004 Günther Hohlrieder
- 2004–2022 Johann Thaler
- seit 2022 Thomas Gschösser

### Wappen
Blasonierung: Der in Weiß (Silber) und Rot schräg nach links geteilte Schild zeigt im weißen Feld einen grünen Baum, im roten Feld einen goldenen Pflug.
Das 1954 verliehene Gemeindewappen symbolisiert mit dem Baum und dem Pflug die Entstehung und den Namen des Ortes, der „Rodung“ bedeutet.

## Persönlichkeiten
- Stefan Silberberger (1877–1965), Bildhauer
- Barbara Kappel (* 1965), Politikerin
- Andreas Kapfinger (* 1977), Mitglied des Austrian Paralympic Skiteams
- Stefanie Moser (* 1988), Skirennläuferin
- Eva-Maria Brem (* 1988), Skirennläuferin
- Anna Stöhr (* 1988), Sportkletterin